# Spartanburg
Spartanburg ist eine Stadt im US-Bundesstaat South Carolina und County Seat des gleichnamigen Countys. Sie hat 38.732 Einwohner (Stand: Volkszählung 2020) auf einer Fläche von 49,9 km². Die Jahresdurchschnittstemperatur liegt bei 15,9 °C.

## Wirtschaft
In Spartanburg befinden sich die Zentralen der global agierenden Unternehmen Milliken & Company und Denny’s.
Wirtschaftliche Bedeutung für Spartanburg hat außerdem das BMW-Werk im benachbarten Greer.

### Verkehr
Spartanburg ist über den Interstate 85 und mehrere regionale Autobahnen an das Fernstraßennetz angebunden.
Die Stadt verfügt über zwei Flughäfen: Der Greenville-Spartanburg International Airport wird von verschiedenen Gesellschaften im Linienverkehr mit größeren Städten der Ostküste und des Mittleren Westens verbunden; der Flughafen Spartanburg Downtown hingegen dient ausschließlich der Allgemeinen Luftfahrt.

## Bildung
Spartanburg gilt als Universitätsstadt (College Town), hier befinden sich sechs Institutionen, die eine Ausbildung auf Hochschulniveau anbieten.
- Converse College, gegründet 1889
- Sherman College of Straight Chiropractic, South Carolina’s einzige Ausbildungsstätte für Chiropraktiker
- Spartanburg Community College
- Spartanburg Methodist College, die einzige private Präsenzhochschule mit zweijährigem Studiengang in South Carolina
- University of South Carolina Upstate, ehemals University of South Carolina Spartanburg (USCS)
- Das Wofford College wurde 1854 gegründet und ist ein Phi Beta Kappa Liberal Arts College mit etwa 1450 eingeschriebenen Studenten.

## Söhne und Töchter der Stadt
- Jay E. Adams (1929–2020), presbyterianischer Theologe, evangelikaler Psychologe und Buchautor
- Pink Anderson (1900–1974), Bluesmusiker
- Johnny Blowers (1911–2006), Jazzmusiker
- Heather Bright (* 1982), Singer-Songwriterin im Bereich des EDMs, die auch als „Bright Lights“ bekannt ist
- Marshall Chapman (* 1949), Songwriterin
- Rebecca Chestnutt (* 1958), Architektin und Hochschulprofessorin
- Oliver Crawford (* 1999), US-amerikanisch-britischer Tennisspieler
- David Daniels (* 1966), Opernsänger und einer der bekanntesten zeitgenössischen Countertenöre
- James O. Ellis (* 1947), Admiral der United States Navy
- George Gray (* 1960), Wrestler
- Lee Haney (* 1959), Bodybuilder
- James A. Johnson (1829–1896), Politiker
- Roger Mandeville (* 1941), Automobilrennfahrer
- Larry Marshall (* 1943), Schauspieler, Sänger und Regisseur
- Angela Nikodinov (* 1980), Eiskunstläuferin
- David Pearson (1934–2018), Automobilrennfahrer
- Earl Alexander Powell III (* 1943), Kunsthistoriker
- Don Reno (1927–1984), Bluegrass-Musiker
- Audrey Scott (* 2002), Schauspielerin
- Laura Story (* 1978), Musikerin, Sängerin und Songwriterin christlicher Popsongs
- Gina Marie Tolleson (* 1969), Model und Miss World 1990
- Stephen M. Twitty (* 1963), Generalleutnant der United States Army
- William Westmoreland (1914–2005), General der US Army, Oberbefehlshaber der US-Truppen im Vietnamkrieg zwischen 1964 und 1968
- Celia Weston (* 1951), Schauspielerin
- Rex White (1929–2025), Automobilrennfahrer